# 安迪·雲達美迪
安迪·雲達美迪（Andy van der Meyde，1979年9月30日—）是一位退役荷蘭職業足球員，司職右翼。

## 生平
雲達美迪是阿積士青訓球員之一，他在1997年首次為一隊在聯賽上陣，其後曾外借至另一荷蘭球會川迪，以吸取比賽經驗。2000年雲達美迪被阿積士回收己用，漸漸得到上陣機會，成功球隊的主力，當中在2002/03年球季，成功協助阿積士出線歐冠盃8強階段。
在2003年夏天，雲達美迪決定離開阿積士，繼承多位阿積士名將出國發展。結果，他選擇了加盟意甲勁旅國際米蘭。2005年皇馬棄將費高轉投國際米蘭，間接令雲達美迪離隊，轉往英格蘭的愛華頓發展。
由於受到傷患、紀律及私人問題的困擾，雲達美迪4年來只為愛華頓上陣24場，於2009年6月12日被球隊棄用。2010年3月3日獲荷甲球會PSV燕豪芬提供短期效力至球季結束，如表現滿意，可獲兩年新約。
在2011年2月25日，雲達美迪決定退役。

## 外部連結
- 足球数据库：雲達美迪的球员统计数据
- FootballDatabase provides Andy van ser Mayde's profile and stats （页面存档备份，存于）